# Рыбий мех

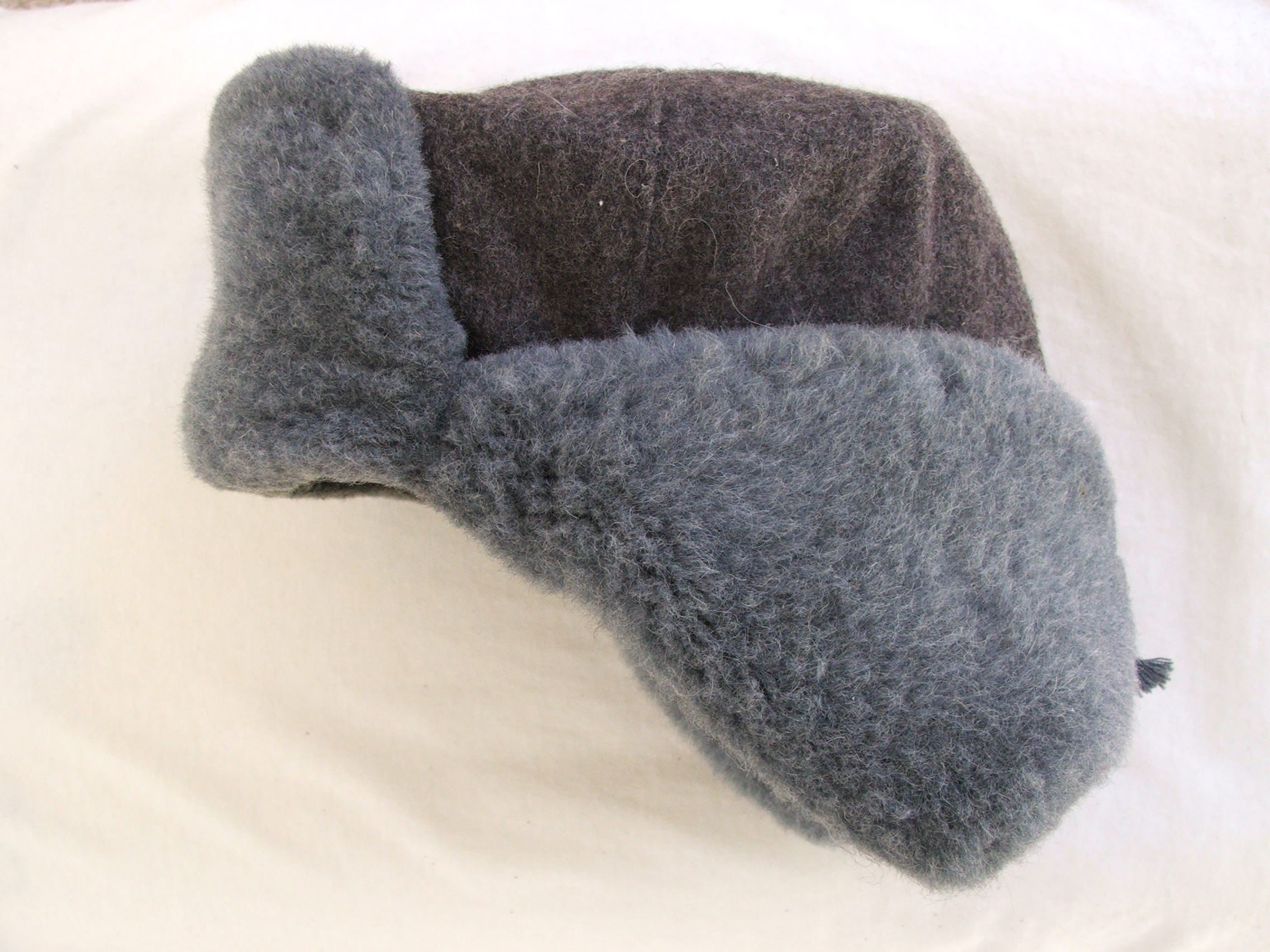
Ушанка солдата Советской армии

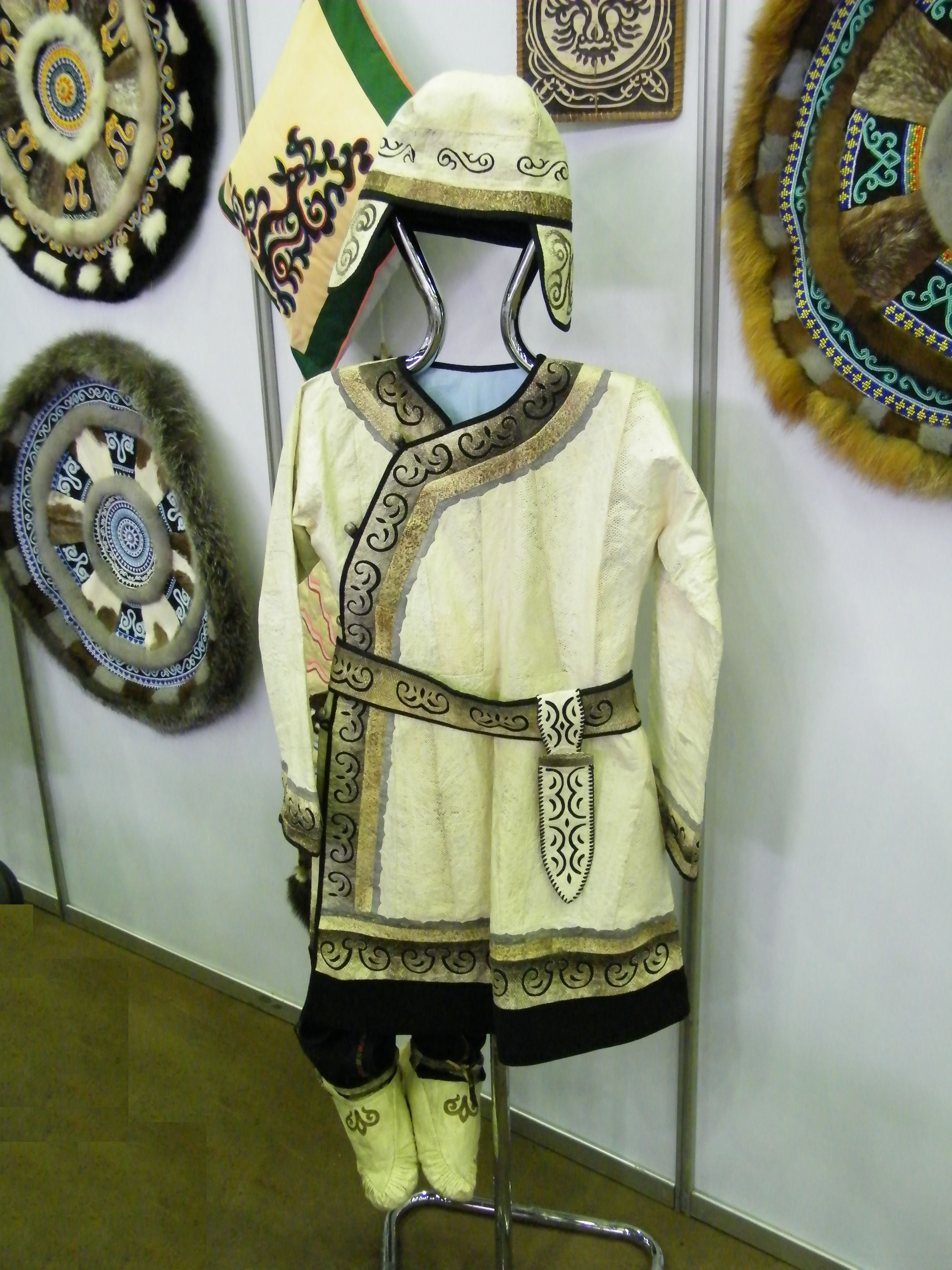
Нанайский мужской костюм из рыбьей кожи

Ры́бий мех — ироничное выражение, используемое для описания низкокачественной зимней одежды, обладающей слабой способностью к сохранению тепла. Термин, возможно, является отсылкой к русской поговорке «У бедняка шуба на рыбьем меху». Имеется в виду, что рыба, в отличие от млекопитающих, не обладает мехом в принципе и в случае изготовления одежды из кожи рыбы она не может защитить от холода.
В настоящее время оно используется также как эвфемизм для описания синтетического меха и иных материалов, особенно низкого качества, не предназначенных для изготовления одежды, но используемой в условиях холодной погоды.
Возможно, поговорка сохранила представление о древнейших традициях приречных народов изготовления непромокаемой одежды из кожи крупных рыб. Технология отмечалась в Волжской Булгарии, эта технология сохранилась у нанайцев — коренных жителей нижнего Амура.
Выражение иногда используется для описания некоторых элементов форменной одежды, выдаваемой личному составу в вооруженных силах и других службах. В Советской и Российской армии у рядовых и сержантов эти вещи были сделаны из синтетического заменителя меха, получившего большое распространение в 1960-х годах в рамках программы обеспечения советских граждан ширпотребом. Данный материал значительно уступал по тепловым свойствам ранее применявшемуся натуральному меху, в силу чего получил это ироническое название. Так же отсылка к несуществующему «рыбьему меху» может рассматриваться как аналогия с несуществующим животным, от которого получен искусственный мех.
Н. С. Хрущёв сам лично любил носить ушанки из мехозаменителей, утверждая, что они были достаточно хорошего качества, даже для Генерального секретаря ЦК КПСС.
Александр Солженицын в своем «Архипелаг ГУЛАГ» описывает выражения «Сталинский мех» в качестве ссылки на одежду заключенных ГУЛАГа.